# Young Americans (canción)
"Young Americans" es una canción del cantante y compositor inglés David Bowie, lanzada en 1975. Está incluida en el álbum del mismo nombre. La canción alcanzó el puesto n°28 en el Billboard 100, haciéndolo su segundo éxito más grande en aquel ranking hasta ese momento. Al mismo tiempo, logró alcanzar el puesto n°18 en el UK Singles Chart, en Nueva Zelanda la canción llegó al número 1, siendo el segundo número 1 de Bowie hasta ese entonces en dicho país, tras el éxito de "Sorrow".
Bowie dejó de tocar la canción a partir de su tour Sound+Vision en 1990. "Young Americans" desde entonces ha aparecido en muchos álbumes recopilatorios, y fue remasterizada en 2016 como parte de la caja recopilatoria Who Can I Be Now? (1974–1976).

Young Americans ocupó el puesto número 204 en la lista de las 500 mejores canciones de todos los tiempos de la revista Rolling Stone en su edición de 2021.

## Listado de canciones
Todas las canciones escritas por David Bowie excepto donde se lo indique.

### Lanzamiento de Reino Unido
1. "Young Americans" – 5:10
2. "Suffragette City" (Live) – 3:45

### Lanzamiento de EE.UU.
1. "Young Americans" (sencillo) – 3:16
2. "Knock on Wood" (Live) (Eddie Floyd, Steve Cropper) – 3:03

## Puestos en listas
| Puestos (1975–2016)       | Posición más alta |
| ------------------------- | ----------------- |
| Australiano Singles Chart | 27                |
| Canadiense Singles Chart  | 33                |
| Francia (IFOP)            | 51                |
| New Zealand Singles Chart | 1                 |
| UK Singles Chart          | 18                |
| US Billboard Hot 100      | 28                |
| US Cash Box               | 20                |
| US Billboard Rock Songs   | 25                |

## Personal
- David Bowie – voz líder, guitarra
- Carlos Alomar – guitarra
- Willie Semanas – bajo
- Mike Garson – piano
- Andy Newmark – batería
- David Sanborn- saxo
- Larry Washington – congas
- Ava Cherry, Robin Clark y Luther Vandross – voces de respaldo

## Versiones en vivo
- Una presentación en vivo en el estudio de "Young Americans", grabada el 2 de noviembre de 1974, se incluye en los sets de DVD The Dick Cavett Show: Rock Icons y Best of Bowie.
- Una presentación en vivo del Serious Moonlight Tour, filmada el 12 de septiembre de 1983, se incluyó en el DVD del concierto Serious Moonlight (1984) y en el álbum en vivo Serious Moonlight (Live '83), que fue parte del set recopilatorio Loving the Alien de 2018. (1983-1988) y fue lanzado por separado al año siguiente.
- La canción fue interpretada durante el Tour Glass Spider de Bowie en 1987 y fue lanzada en Glass Spider (1988/2007).
- "Young Americans" se retiró de las presentaciones en vivo durante el Sound + Vision Tour (1990).

## Otras lanzamientos
- La versión de álbum de la canción ha aparecido en varias recopilaciones:
  - ChangesOneBowie (1976)
  - The Best of Bowie (1980)
  - Fame and Fashion (1984)
  - Sound + Vision (1989)
  - Changesbowie (1990)
  - Bowie: The Singles 1969-1993 (1993)
  - The Singles Collection (1993)
- La versión estadounidense del sencillo aparece en Rare (1982), The Best of David Bowie 1974/1979 (1998), la edición/canadiense-estadounidense de Best of Bowie (2002), Re:Call 2 (parte del Who Can I Be Now? (1974–1976)
- Un mix de 2007 de Tony Visconti aparece en la compilación de 2014 Nothing Has Changed
- Aparece en la banda sonora de 20 Pies De Estrellato.

## En otros medios de comunicación
La canción ha acompañado a los créditos de Dogville y Manderlay, las primeras dos películas de la trilogía de Lars Von Trier, EE. UU. - Tierra de Oportunidades. "Young Americans" fue también presentado en la banda sonora de la película de John Hughes' Dieciséis Velas.
La canción se usó brevemente en la película de Nicolas Cage, Lord of War . También apareció al comienzo de la película Down to You, protagonizada por Freddie Prinze, Jr. y Julia Stiles . 
Se usó en el avance de la película dirigida por Ben Stiller, Reality Bites, para mostrar cómo la Generación X había sido afectada por la historia estadounidense anterior. Fue utilizado en el thriller de 2012 Jack Reacher protagonizado por Tom Cruise . 
La serie dramática británica de 2015 The Enfield Haunting presentó la canción durante los créditos del episodio final.